# Arthur Rubbra
Pour les articles homonymes, voir Rubbra.
Arthur Alexander Cecil Rubbra, né le 29 octobre 1903 à Northampton et mort le 24 novembre 1982 à Southport, est un ingénieur britannique qui a notamment participé aux développements de moteurs Rolls-Royce Limited pour l'aéronautique, comme les Rolls-Royce Merlin.
Il était le frère du compositeur Edmund Rubbra.